# Chaetonotus arquatus
Chaetonotus arquatus är en djurart som tillhör fylumet bukhårsdjur, och som beskrevs av Voigt 1903. Chaetonotus arquatus ingår i släktet Chaetonotus och familjen Chaetonotidae. Inga underarter finns listade i Catalogue of Life.